# آرفنیا هوهانیسیان
آرفنیا گریگوری هوهانیسیان (ارمنی: Արֆենյա Գրիգորի Հովհաննիսյան؛  ۱۲ آوریل ۱۹۱۸ – ۱۶ سپتامبر ۲۰۰۴) یک بازیگر تئاتر اهل ارمنستان بود. 

## زندگی‌نامه
وی در ۱۲ آوریل ۱۹۱۸ در خرخان زاده شد . وی همچنین برندهٔ جوایزی همچون هنرمند شایسته ارمنستان شوروی (۱۹۸۲) شده‌است. وی در ۱۶ سپتامبر ۲۰۰۴ در سن ۸۶ سالگی در استپاناکرت درگذشت.